# Замок Энгсё
Замок Энгсё (швед. Ängsö slott) — замок, расположенный в окрестностях города Вестерос, в лене Вестманланд (Швеция).

## Строение
Замок Энгсё расположен на одноимённом острове в озере Меларен. Он представляет собой кубическое четырёхэтажное здание из камня и кирпича. Нижние его части сохранились со времён Средневековья. В 1630-х годах замок был отремонтирован и расширен. Четвёртый этаж, два садовых флигеля и новое двухэтажное здание и крыша появились во время реконструкции 1740—1741 годов по проекту архитектора Карла Хорлемана. С того времени замок и получил свой нынешний вид. Вокруг замка расположен большой парк, а внутри него хранится крупная коллекция портретов шведской знати.

## История
Замок Энгсё был впервые упомянут как Энгсев (швед. Engsev) в королевской хартии короля Швеции Кнута I Эрикссона (правившего в 1167—1196 годах), в которой он объявлял, что унаследовал имущество после смерти своего отца, короля Эрика IX Святого. До 1272 года замок принадлежал аббатству Рисеберга, а затем был захвачен Грегерсом Биргерссоном, незаконнорожденным сыном Биргера, правителя Швеции и основателя Стокгольма.
С 1475 по 1710 год он принадлежал семье Спарре. Нынешний замок был построен в качестве крепости риксродом Бенгтом Фадерссоном Спарре в 1480-х годах. В 1522 году замок Энгсё был взят в результате осады королём Густавом I Вазой, поскольку его владелец, сын Фадерссона Кнут Бенгтссон, встал на сторону Кристиана II, короля Дании. Однако в 1538 году он был подарен королем дочери Бенгтссона Хиллеви Кнутсдоттер, которая была замужем за Арвидом Тролле. 
В 1710 году замок оказался во владении Карла и Кристины Пипер. Он принадлежал роду Пипер с 1710 по 1971 год, а ныне находится в распоряжении фонда Вестманна. Само здание замка было превращено в музей в 1959 году и было внесено в список архитектурных памятников в 1965 году. В настоящее время он открыт для посетителей в летнее время.